# Hauffiopteryx
Hauffiopteryx is een geslacht van uitgestorven ichthyosauriërs, bekend uit Duitsland, Luxemburg en Somerset van het Verenigd Koninkrijk. Er zijn twee soorten benoemd: Hauffiopteryx typicus en Hauffiopteryx altera.

## Onderzoeksgeschiedenis
Hauffiopteryx werd benoemd door Michael Werner Maisch op basis van enkele exemplaren die eerder aan Stenopterygius hauffianus Huene 1922 waren toegewezen. Maisch vond dat het lectotype van Stenopterygius hauffianus, GPIT 18387, op zijn best kon worden gedetermineerd als een Stenopterygius cf. S. quadriscissus en daarom moest deze soort volgens hem als een nomen dubium worden beschouwd. Hij concludeerde ook dat de meeste exemplaren die eerder aan Stenopterygius hauffianus werden toegewezen, konden worden toegewezen aan Stenopterygius quadriscissus, terwijl de rest behoorde tot een zeer afwijkend nieuw taxon dat niet bij enige geldige soort van Stenopterygius kon worden ondergebracht, niet bij al benoemde soorten maar ook niet bij een nieuw te onderscheiden soort van dat geslacht. Daarom benoemde hij een apart geslacht Hauffiopteryx. De typesoort daarvan is Stenopterygius hauffianus typica Huene 1922, die hij verhief tot de volle soort Stenopterygius typicus. De combinatio nova is Hauffiopteryx typicus.
Hauffiopteryx is bekend van het door Maisch gekozen lectotype GPIT 1491/4, een in anatomisch verband liggend volledig skelet dat de schedel en enkele zachte weefsels heeft bewaard. Het dier is ongeveer honderddrieënnegentig centimeter lang. Het werd verzameld uit de Harpoceras elegantulum-exaratum ammonoïde subzones (meer specifiek Lias ε II4), Harpoceras falcifer zone, van de beroemde Posidonien-Schiefer lagerstätte (Posidoniaschalie) van Holzmaden, daterend uit het vroege Toarcien van het Vroeg-Jura, ongeveer 182 miljoen jaar geleden. Toegewezen exemplaren uit Holzmaden, Duitsland en Dudelange, Luxemburg omvatten MHH '9', WAT 1, SMNS 51552, SMNS 80225 en waarschijnlijk de slecht bewaarde SMNS 81965. Ze werden verzameld uit de Harpoceras semicelatum-elegantulum-exaratum ammonoïde subzones (Lias ε II1- 5, ongeveer 182,7-181,8 miljoen jaar geleden) en de Harpoceras tenuicostatum-falcifer zones van de Posidoniaschalie.
Aanvullende materialen werden beschreven in 2011 door Hannah Caine en Michael James Benton uit het Vroeg-Toarcien van Strawberry Bank, Ilminster van Engeland. Deze exemplaren zijn allemaal juvenielen of pasgeborenen, waarvan bijna volledige skeletten en enkele schedels zijn bewaard. Ze omvatten BRLSI M1399 (die eerder werd beschreven door Maisch), BRLSI M1400, BRLSI M1401, BRLSI M1403, BRLSI M1404 en BRLSI M1406.

## Etymologie
Hauffiopteryx werd oorspronkelijk in 1931 erkend door Friedrich von Huene als een ondersoort van Stenopterygius hauffianus en benoemd als Stenopterygius hauffianus typica. Michael W. Maisch verhief het in 2008 tot een aparte soort en geslacht Hauffiopteryx. De typesoort daarvan blijft echter Stenopterygius hauffianus typica. De geslachtsnaam eert de familie Hauff uit Holzmaden, beroemde preparateurs en fossielenhandelaren, voor hun generatielange werk om de kennis over de Posidoniaschalie en zijn fauna te vergroten, met name de ichthyosauriërs, en pteryx (πτερυξ), Grieks voor 'vin' of 'vleugel'. De soortaanduiding betekent 'typisch', in de zin van 'een apart type vertegenwoordigend'. De soortaanduiding van de tweede soort Hauffiopteryx altera komt van het Latijnse woord alter dat 'de andere', 'anders dan' of 'anders' betekent vanwege de verschillen tussen deze soort en Hauffiopteryx typicus.

## Beschrijving

Vergelijking in grootte met een mens

Hauffiopteryx is een relatief kleine ichthyosauriër, die twee tot drie meter lengte en honderdtien kilogram lichaamsgewicht bereikte.

### Schedel
De snuit van Hauffiopteryx is kort, maar ook erg dun, taps toelopend naar een punt. Het buitenoppervlak van de tandkronen is glad en de achterste tanden zijn groter dan die aan de voorkant. De bovenkaak is iets langer dan de onderkaak, hoewel deze overbeet niet zo extreem is als bij Excalibosaurus en Eurhinosaurus. De neusbeenderen vormen het grootste deel van de middenlijn van de snuit, in plaats van de premaxillae (bovenste tanddragende botten). Bij Hauffiopteryx altera bevinden de hoogste punten van de maxillae (achterste bovenste tanddragende botten) zich achter de externe neusgaten, in tegenstelling tot Hauffiopteryx typicus, waar de hoogste punten zich in plaats daarvan onder deze openingen bevinden . Een deel van de randen van de externe neusgaten wordt gevormd door de prefrontalia (gepaarde botten die zich op de bovenranden van de oogkassen bevinden). Bij Hauffiopteryx altera dringt dit de traanbeenderen (gepaarde botten voor de oogkassen) van de uitwendige neusgaten, terwijl de traanbeenderen de uitwendige neusgaten bereiken bij Hauffiopteryx typicus. Een ander verschil tussen de twee soorten ligt in de vorm van hun traanbenen; bij Hauffiopteryx typicus zijn ze driestralig, terwijl die van Hauffiopteryx altera massief en driehoekig zijn.
De oogkassen van Hauffiopteryx typicus zijn bijzonder groot en cirkelvormig. Voor de oogkassen buigen de neusbeenderen van Hauffiopteryx typicus naar boven. De neusbeenderen strekken zich verder uit bij Hauffiopteryx altera dan bij Hauffiopteryx typicus, hoewel de neusbeenderen van Hauffiopteryx de wandbeenderen (een paar schedeldakbotten) niet raken. Uitwendig hebben de prefrontalia een groter oppervlak dan de postfrontalia, vooral bij Hauffiopteryx altera. De voorhoofdsbeenderen (een paar schedeldakbeenderen) vormen het grootste deel van de rand van het foramen pineale, een kleine opening op de middenlijn van de schedel. In plaats van in lijn te liggen met de voorranden van de bovenste slaapvensters (gepaarde openingen aan de bovenkant van de achterkant van de schedel), bevindt het foramen zich in plaats daarvan ervoor. De bovenste slaapvensters zelf zijn rond en klein. De supratemporalia (gepaarde schedeldakbeenderen) hebben golvende randen. Achter de oogkassen is de schedel kort van voren naar achteren, met het wanggebied afgebogen zodat het naar achteren wijst. De achterkant van het basioccipitale (hersenpanbeen waaraan de wervelkolom is bevestigd) omvat een aanzienlijk deel van het oppervlak dat niet betrokken is bij het gewricht tussen de schedel en de wervelkolom.

### Postcraniaal skelet
In 2011 verklaarden Caine en Benton dat Hauffiopteryx minder dan zesenveertig wervels voor zijn bekken heeft (presacrale wervels) en meestal meer dan vierendertig maar minder dan negenendertig tussen zijn bekken en de knik in zijn staart. Maxwell en Cortés beschreven in 2020 het lectotype met vijfenveertig of zesenveertig presacrale wervels en in totaal eenentachtig wervels vóór de buiging in de staart (preflexurale wervels), waarbij deze buiging bestaat uit drie wervels gevolgd door meer dan vijfenvijftig postflexurale wervels. De bovenste uiteinden van de dorsale ribben (die in het rompgebied) zijn sterk gevorkt, waardoor ze tweekoppig zijn. Buikribben zijn aanwezig langs de onderkant van de romp. Deze reeks elementen reikt ver terug, helemaal tot onder het niveau van de vijfendertigste wervel.
De schouderbladen van Hauffiopteryx hebben brede ondereinden vanwege hun voorste marges die zich naar voren uitstrekken. De voorrand van elke ravenbeksbeen of coracoïde (schouderbeenderen onder het schouderblad) is hol. Er is geen ruimte ingesloten tussen de opperarmbeenderen en het spaakbeen en ellepijpen, omdat ze stevig op elkaar zijn gepakt. Dit is ook het geval voor de andere botten in de bovenste delen van de ledematen, die een mozaïekachtig patroon vormen. Elke voorpoot bevat vier hoofdvingers en de voorrand van de ledemaat bestaat uit enkele extra elementen met inkepingen op hun voorranden. De onderste bekkenbeenderen (de schaambeenderen en zitbeen) zijn smal en pilaarvormig. Ongebruikelijkerwijs zijn de uiteinden van deze botten die de heupkom vormen samengesmolten, maar de botten staan duidelijk af van de kom. De dunne dijbeenderen hebben elk een sterke bevestiging voor de articulatie met het kuitbeen. De kuitbeenderen zijn ook veel groter dan de voorste scheenbeenderen. Terwijl de voorranden van de achterpoten enkele ingekeepte extra elementen bevatten, zoals bij de voorpoten, zijn er slechts drie hoofdtenen in elke achterpoot. Deze tenen naderen elkaar dicht bij de onderste punt van de ledemaat.

## Fylogenie
Zowel de oorspronkelijke beschrijving door Maisch als de herbeschrijving van de Engelse exemplaren toonden aan dat Hauffiopteryx ofwel het meest basale lid van de Eurhinosauria of het meest basale lid van de Thunnosauria zou kunnen zijn (wat een equivalente positie is aan het meest basale lid van de Stenopterygiidae sensu Maisch 2008 met uitsluiting van Ichthyosaurus).